# 司忍
司忍（日语：／ Tsukasa Shinobu，1942年1月25日—），本名篠田建市，出生于大分县，是日本黑道指定暴力团「六代目山口组」组长、弘田组组长、二代目弘道会总裁（初代会长）、司兴业初代组长。
高级中学毕业后，篠田建市迁移到爱知县名古屋市。1962年，加入三代目山口组铃木组弘田组（组长弘田武志）。此后，就任弘田组若头。1968年3月，在作为稻叶地一家的据点地的名古屋市中村区开设自己的事务所，与稻叶地一家对立。1969年7月5日，杀害对立组织大日本平和会的干部，入獄至1983年5月。
1984年6月，因为弘田引退，弘田组解散，篠田建市建立弘道会，受四代目山口组组长竹中正久青睞，升格為直系組織。1989年5月，就任五代目山口组（组长渡边芳则）若头补佐。1990年4月，兼任中部地区长。1997年11月28日，因被部下持有手枪事件牽連而遭通缉，1998年6月25日，前往警察署投案。2001年3月14日，一审被判无罪，但2004年2月24日，在二审中被判6年徒刑。2005年3月，就任二代目弘道会总裁及弘田组组长。同年5月10日，就任五代目山口组若头。
2005年7月29日，就任六代目山口组组长（8月27日正式继承）。同年11月29日，6年徒刑判决生效，12月5日在府中監獄（府中刑務所）服刑。2011年4月9日，服刑期滿出獄。

## 外部連結
- 六代目山口組繼承式

| 前任： ―        | 司兴业组长 1960年代-1984年 | 繼任： 〔姓名不明〕 |
| 前任： ―        | 弘道会会长 1984年-2005年   | 繼任： 高山清司     |
| 前任： 渡边芳则 | 山口组组长 2005年-         | 繼任： ―            |